# Euprosopia impingens
Euprosopia impingens är en tvåvingeart som först beskrevs av Walker 1865.  Euprosopia impingens ingår i släktet Euprosopia och familjen bredmunsflugor. Inga underarter finns listade i Catalogue of Life.